# Бобовище (Новгородская область)
Бобовище — деревня в Холмском районе Новгородской области в составе Тогодского сельского поселения.

## География
Находится в южной части Новгородской области на расстоянии приблизительно 23 км на запад-юго-запад по прямой от районного центра города Холм.

## История
Деревня уже была обозначена на карте 1838 года. В 1877 году здесь (тогда деревня Холмского уезда Псковской губернии) было учтено 7 дворов.

## Население
Численность населения: 45 человек (1877 год), 18 (русские 94 %) в 2002 году, 7 в 2010.